# 萧忽没里
萧忽没里，又作胡母里，出身契丹蕭氏，辽朝睿智皇后萧绰的祖父。
他是宰相蕭敵魯之族弟，其子萧思温，官至北府宰相。辽景宗即位后，封萧思温之女萧绰为皇后。保寧五年（973年）三月，追封皇后祖父萧忽没里（胡母里）為韓王，贈伯父胡魯古兼政事令，尼古只兼侍中。

## 后裔
- 萧忽没里
  - 胡魯古，兼政事令
  - 尼古只，兼侍中
  - 萧思温
    - 萧绰
    - 萧继先